# HMS Exeter (68)
Корабель Його Величності «Е́ксетер» (англ. HMS Exeter) — важкий крейсер класу «Йорк» Британського Королівського флоту. Закладений у 1928 році, спущений на воду у 1929, добудований на плаву у 1931. Брав участь у Другій світовій війні.

## Будова
«Ексетер» було закладено 1 серпня 1928 року у верфі військово-морської бази Девонпорт у Плімуті, а через рік, 18 липня 1929 року спущено на воду. Ще два роки пішло на те, щоб добудувати корабель на плаву. Назву «Ексетер» крейсер отримав у пам'ять кількох англійських лінійних кораблів, названих на честь Ексетера — столиці графства Девоншир.
Крейсер будувався два роки по тому, як був спущений на воду однотипний йому «Йорк», отже, при будуванні був урахований досвід експлуатації останнього. Його ширину збільшили на 30 см (1 фут) — для того, щоб компенсувати збільшення навантаження нагорі, а димоходи зсунули назад від машинного відділення, що уможливило віддалити прямі димарі від капітанського містка (на «Йорку» були нахилені димарі, унаслідок необхідності правильного відводу топочних газів). У результаті щогли встановили прямо, а кормову щоглу зробили товстішою, що поліпшило вигляд корабля. Головним озброєнням крейсера були 6 восьмидюймових (203-мм) гармат Mk VIII, розміщених у трьох гарматних баштах: двох у носовій і одній у кормовій частині. Оскільки верх башти виявився недостатньо міцним для розташовування літакової катапульти як у «Йорка», «Ексетер» отримав пару катапульт, які розходились під кутом з середини корабля, окрім того, з правого борту встановили підіймальний кран для піднімання гідролітака з поверхні води. Отже, це уможливило розташувати нижче капітанський місток, сучасне і завершене конструкторське рішення якого було використано при будівництві майбутніх крейсерів.

## Модернізація
У 1932 році «Ексетеру» додали бортову обшивку до верхньої палуби, щоб закрити відкриту головну палубу так само, як палубу на кормі (на відміну від кораблів класу «Каунті», кораблі класу «Йорк» не були гладкопалубними). Це дало додаткові закриті житлові та робочі простори. У 1935 році крейсер озброїли зчетвереними кулеметами «Вікерс» і двофунтовими гарматами QF. Після перероблень на початку війни, ремонтів (після бою з «Графом Шпее») і генерального переобладнання капітанський місток став ширшим, чотиридюймові гармати були замінені спарованими гарматами Mark XVI на кругових установках Mark XIX; зроблені закриті установки («діжки») для автоматичних зенітних гармат «Ерлікон», встановлених нагорі середньої і кормової гарматних башт. Встановлений спостережний повітряний радар типу 286 вимусив замінити прості щогли масивними триніжками: на одному була розташована передавальна, на другому — приймальна антена. Радар управління вогнем типу 286 був розташований у башточці нагорі капітанського містка, щоб спостерігати за противником і коректувати вогонь. Для нового гідролітака «Supermarine Walrus» переобладнали катапультний пристрій та підіймальний кран.

## Служба
По завершенні будівництва «Ексетер» приєднався до Другої крейсерської ескадри у складі Атлантичного флоту, де він служив у 1931—1935 роках. У 1934 році був призначений на службу до американського і вест-індійського гарнізону, де і залишався до 1939 року. Під час другої італо-ефіопської війни 1935—1936 років крейсер тимчасово знаходився на Середземному морі.

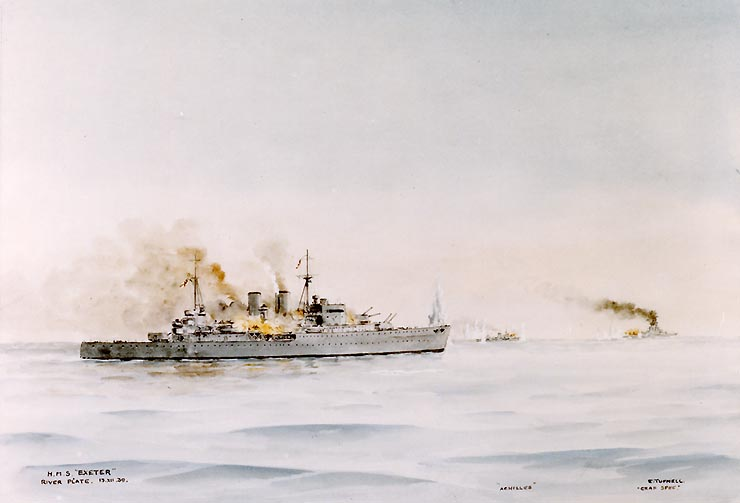
«Ексетер» у битві біля Ла-Плати

З початком Другої Світової війни увійшов до складу Південноамериканського з'єднання, флагманом якого був крейсер «Камберленд» з комодором Генрі Гарвудом на чолі. Разом з двома легкими крейсерами класу «Ліндер» — «Аякс» (Ajax) і «Ахіллес» (Achilles), «Ексетер» взяв участь у бою з німецьким «кишеньковим» лінкором «Адмірал граф Шпее» у битві біля Ла-Плати 13 грудня 1939 року. «Ексетер» обстрілював лінкор з одного борту, «Аякс» і «Ахіллес» — з другого. Бій закінчився втечею німецького корабля. У цій битві «Ексетер» отримав сім влучень німецьких 283-мм фугасних снарядів і окрім того, значні осколкові пошкодження. Загинуло 61 моряків і 23 було поранено. Всі три восьмидюймові установки були виведені з ладу, швидкість впала до 18 вузлів (33 км/год), змусивши крейсер відмовитись від продовження бою.
«Ексетер» вирушив до Порт-Стенлі на Фолклендських островах для термінового ремонту, який тривав до січня 1940 року. Певний час навіть розглядалась можливість перетворення крейсера на блокшив (плавну казарму). Проте, остаточною ухвалою він був визнаний придатним для військово-морської служби і був відправлений до Девонпорта для подальшого ремонту і модернізації, які тривали з лютого 1940 року до березня 1941 року. 10 березня, під час ремонту, у шпиталі Солтеша від задавненого поранення помирає його командир В. Н. Т. Бекетт, якраз у той день, коли крейсер мав знову стати до ладу Британського флоту. Новим командиром став капітан Олівер Лауден Гордон. По завершенні ремонту та модернізації «Ексетер» став найсучаснішим важким крейсером у всьому Королівському флоті, він утримував це звання місяць, перш ніж його заступив важкий крейсер «Лондон», який теж закінчив модернізацію.

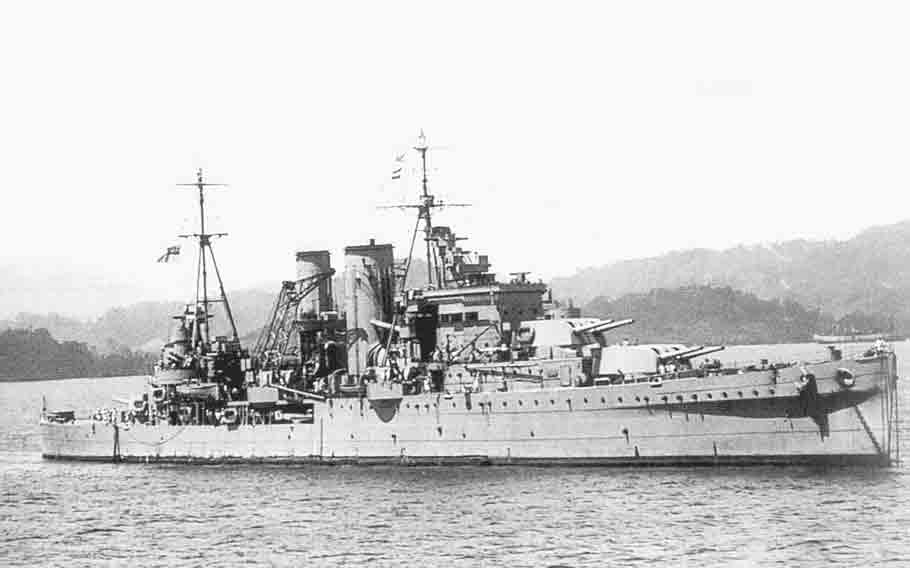
«Ексетер» біля берегів Суматри

По поверненні на флот у 1941 році крейсер був призначений для охорони атлантичних конвоїв, у тому числі конвою WS-8B на Середній Схід під час полювання німецького лінкора «Бісмарк». Потім він вирушає на Далекий Схід.
Після вступу Японської імперії у війну у грудні 1940 року, «Ексетер» увійшов до складу військово-морських сил ABDA, призначених для захисту Голландської Ост-Індії (Індонезії) від японського вторгнення.

## Загибель
27 лютого 1942 року «Ексетер» був пошкоджений у битві у Яванському морі, де він отримав влучення восьмидюймового снаряда в котельню. Есмінець «Електра», який прикривав його відхід, був потоплений японцями. Крейсеру було наказано йти до Сурабаї на ремонт у супроводі двох есмінців: «Поуп» і «Енкаунтер». Два дні по тому, уранці 1 березня 1942 року, намагаючись дістатися Зондської протоки, він був перехоплений японськими важкими крейсерами «Наті», «Хагуро», «Мьоко» і «Асігара», есмінцями «Акебоно», «Інадзума», «Ямакадзе» і «Кавакадзе». Битва японських кораблів з пораненим крейсером отримала назву Другої битви в Яванському морі.

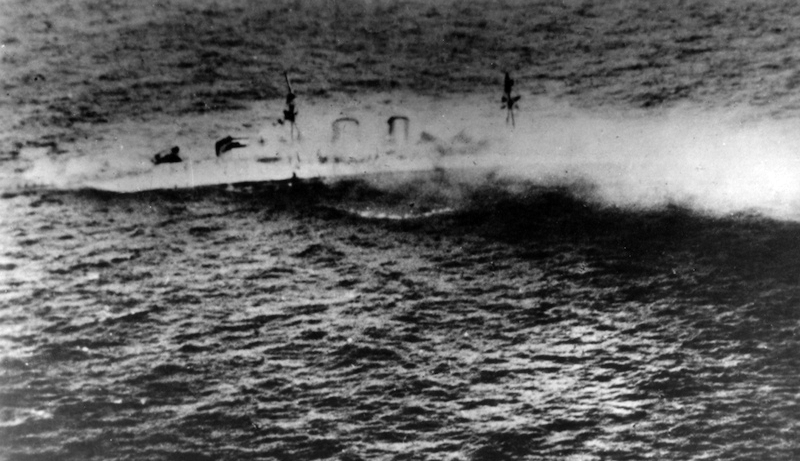
Потоплення «Ексетера». Японський аерознімок

 «Ексетер» був сильно пошкоджений вогнем японців, пряме влучення снаряда спричинило повну втрату ходу. Заповнення водою відсіків досягло критичної позначки і незабаром крейсер почав тонути, кренячись на лівий борт. У той же час він був уражений у правий борт двома торпедами з есмінця «Інадзума». «Ексетер» затонув близько полудня, кораблі його супроводу, есмінці «Енкаунтер» і «Поуп», також були знищені. «Поуп» спочатку зумів уникнути сутички, але був потоплений атакою з повітря дві години по тому. Близько 800 моряків флоту союзників, у тому числі командир «Ексетера», капітан Олівер Гордон, були підібрані японцями і до кінця війни знаходилися у японському полоні. 153 моряки з команди «Ексетера» померли у полоні, ще троє після звільнення. У 1957 році були опубліковані мемуари О. Гордона — Fight It Out («Стій до кінця»), де він описує події під час командування «Ексетером» і перебування у полоні.
Місце, де знайшов останній притулок крейсер, було остаточно визначено у лютому 2007 року. «Ексетер» лежить в індонезійських територіальних водах на глибині 60 м, у 90 милях на північний захід від острова Бавеан (05° 00' пів. ш., 111° 00' сх. д. [Архівовано 3 серпня 2020 у Wayback Machine.]) — це близько 60 миль від місця, вказаного його командиром О. Гордоном (04° 38' пів. ш., 112° 28' сх. д.).